# Sliammon
Sliammon, pleme Salishan Indijanaca, ogranak Comoxa, nastanjeni na Malaspina Inletu u kanadskoj provinciji Britanska Kolumbija. 
Sliammoni su danas jedna od četiri nacija porijeklom od Comoxa (ostale tri su Klahoose, Homalco i Comox) a žive na 6 reezrvata na pacifičkoj obali Britanske Kolumbije oko jezera Powell Lake (Sunshine Coast; vidi) s plemenskim središtem u Powell Riveru. Rezervati su: Harwood Island 2 (na otoku Harwood), Kahkaykay 6, Paukeanum 3 (na otoku Cortes), Sliammon 1, Tokenatch 5 i Toquana 4. Populacija im iznosi oko 1,000.
Sliammoni su dugo vremena bili zapostavljani s naučne strane, i tek se sredinom 1930.-tih ozbiljnije počeo njima baviti američki antropolog Homer Barnett, koji se prvenstveno interesira za potlatch. 
Njihova kultura pripada području Sjeverozapadne obale. Ribolov, sakupljanje divljeg voća i bilja i kopanje korijenja osnovni su načini pribavljanja hrane. Njihove kuće, dugout-kanui od cedrovine, totemski stupovi i drvorezbarstvo i košaraštvo ne zaostaju za onima plemena Kwakiutla, Tsimshiana i drugih kulturno srodnih plemena. Cedar je osnovna sirovina na kojoj počiva materijalna kultura plemena Sjeverozapadne obale, i samih Sliammona. Od cedrovine izgrađuju svoje kuće, kanue, rezbarene sanduke, i drugo, a od unutrašnje mekane kore (liko) rogožinu, ogrtače, prekrivače, konopce, kape, trake za povezivanje i drugo. Kanui mogu biti dugi do 50 stopa (15 metara) i široko 6 do 8 stopa (1,8 do 2,5 m). Kanu je glavno prijevozno sredstvo, bez kojega ne bi mogli otići u lov, ribolov i posjete drugi selima. Košaraštvom se bave žene tijekom dugih hladnih zimskih mjeseci. 

## Vanjske poveznice
- sliammon First Nation  Arhivirana inačica izvorne stranice od 6. siječnja 2008. (Wayback Machine)
- Sliammon  Arhivirana inačica izvorne stranice od 6. siječnja 2008. (Wayback Machine)
- Sliammon First Nation